# 朝視頻道
朝視頻道（日语：テレ朝チャンネル，テレあさチャンネル；或譯為朝日電視衛星台）是朝日電視台運營的CS衛星電視頻道。現在朝視頻道包括主要播出電視劇、綜藝節目、動畫的朝視頻道1（テレ朝チャンネル1），主要播出新聞節目、資訊節目和體育轉播的朝視頻道2（テレ朝チャンネル2）。

## 外部連結
- テレ朝チャンネル （页面存档备份，存于）
- テレビ朝日CS的X（前Twitter）
- 朝視頻道的Facebook專頁
- YouTube上的朝視頻道頻道